# Суперечки щодо вакцинації

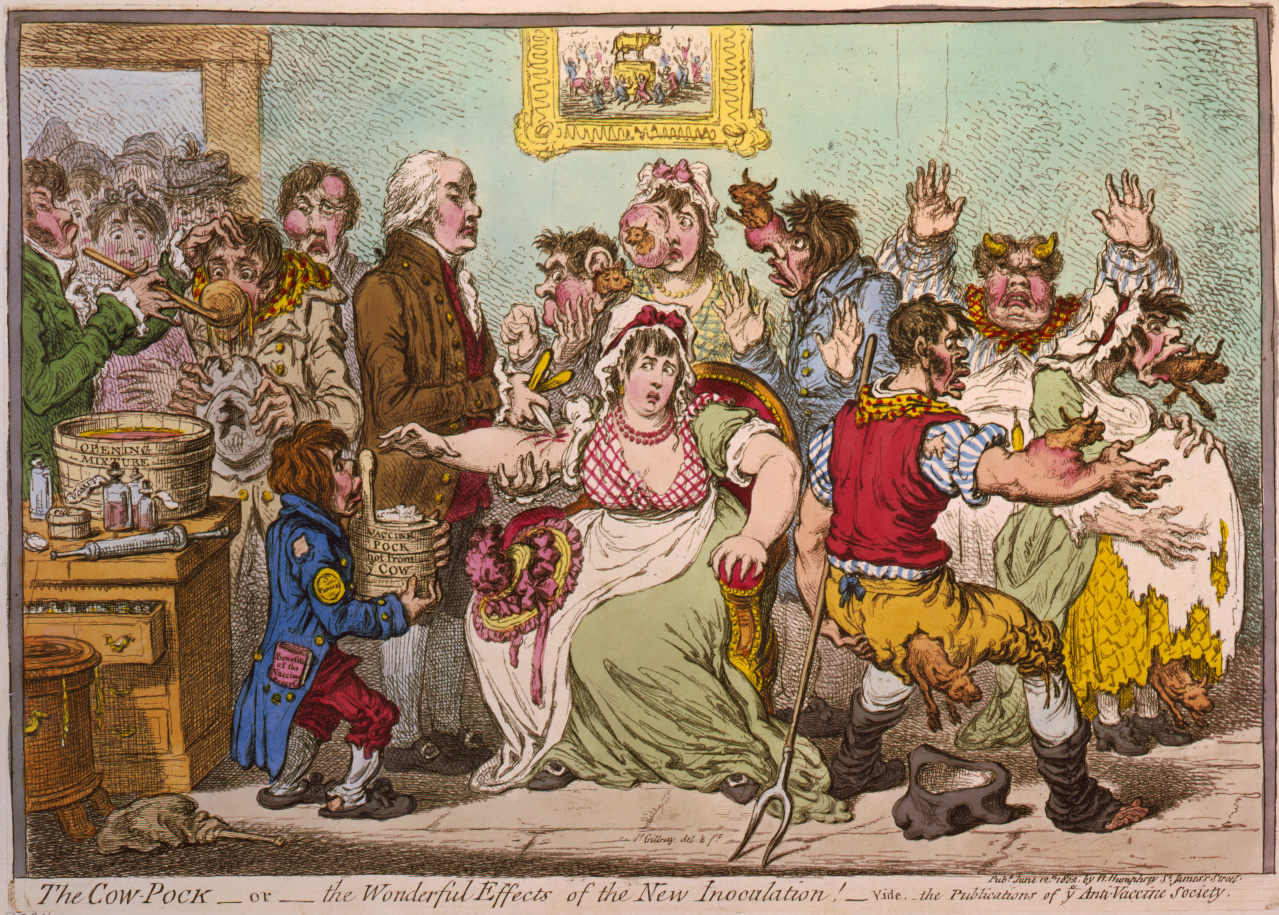
Едвард Дженнер вакцинує людей, які бояться, що через це у них з'являться коровоподібні відростки. Карикатура 1802 року.

Суперечки щодо вакцинації або антивакцинаторство розпочалися за 80 років до появи термінів вакцина та вакцинація і тривають у наш час. Опоненти сумніваються в ефективності, безпеці та необхідності рекомендованих вакцин. Вони також стверджують, що обов'язкова вакцинація порушує індивідуальні права на медичні рішення та релігійні принципи. Ці аргументи призвели до зниження рівня вакцинації в деяких громадах, унаслідок чого відбувалися спалахи хвороб, що піддаються профілактиці, з наявністю при цьому смертних випадків

## Ефективність вакцинації

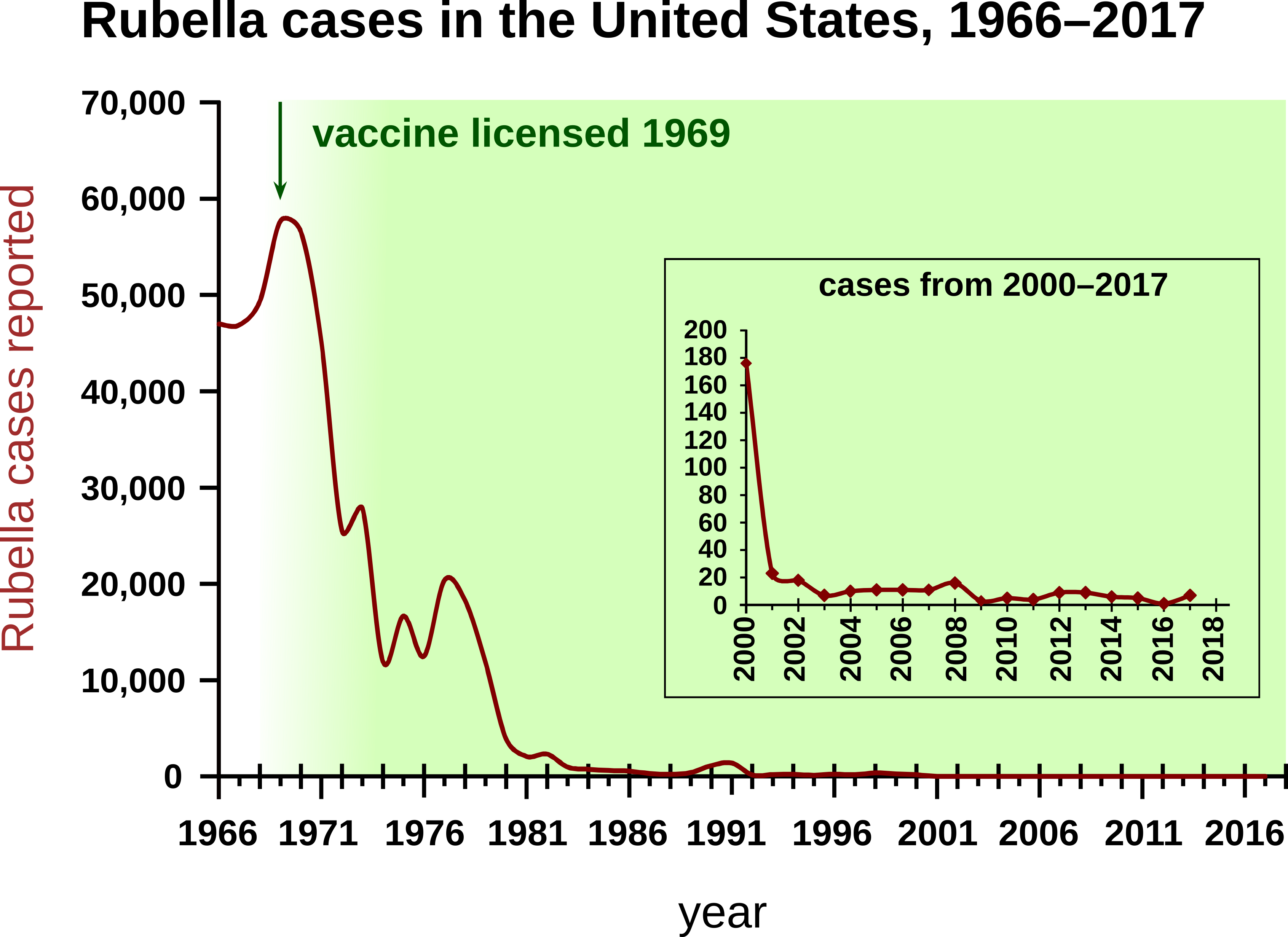
Захворюваність на краснуху різко впала після запровадження загального щеплення. CDC

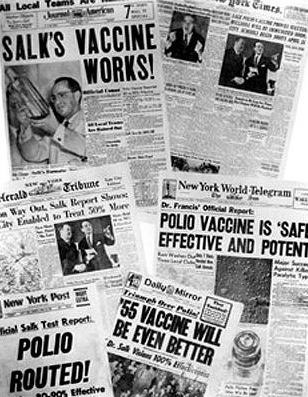
Заголовки газет зі всього світу про успішне випробовування вакцини проти поліомієліту (13 квітня 1955)

Наукових доказів ефективності великомасштабних кампаній вакцинації більш ніж достатньо. Вакцинації допомогли викорінити натуральну віспу, яка колись вбивала кожну сьому дитину в Європі, та і майже викорінила поліомієліт. За деякими оцінками повний комплекс щеплень у США, від народження до підліткового віку, рятує протягом року близько 33,000 життів і запобігає близько 14 мільйонам випадків захворювань. В рамках програми компенсації потерпілим від післявакцинальних ускладнень в США компенсація за ускладнення виплачується приблизно 1 раз на мільйон вакцинацій.

## Пропаганда проти вакцинації
Особливістю сучасного руху антивакцинаторів є активне використання інтернету. Загальними рисами сайтів антивакцинаторів є копіювання інформації без належної перевірки, тісний взаємозв'язок — велика кількість перехресних посилань, практично відсутні посилання на наукову літературу, емоційна забарвленість інформації. Також фахівці відмічають недостовірність інформації, використання елементів теорії змови, а також використання «постмодерністських» аргументів, таких як відхилення біомедичних та інших наукових фактів на користь власних інтерпретацій". За оцінками медиків подібна пропаганда може привести до відмови від вакцинації довірливих або недостатньо освічених людей.

## Вакцинація в Україні
В Україні повнолітнім дієздатним громадянам профілактичну вакцинацію проводять за їхньою згодою після надання об'єктивної інформації про вакцини, наслідки відмови від них та можливі поствакцинальні ускладнення. Особам, які не досягли п'ятнадцятирічного віку чи визнані у встановленому законом порядку недієздатними, вакцинацію проводять за згодою їхніх об'єктивно поінформованих батьків або інших законних представників. Особам віком від п'ятнадцяти до вісімнадцяти років чи тих, які визнані судом обмежено дієздатними, вакцинацію проводять за їхньою згодою після надання об'єктивної інформації та за згодою об'єктивно поінформованих батьків або інших законних представників цих осіб. Якщо особа та (або) її законні представники відмовляються від обов'язкової вакцинації, лікар має право взяти у них відповідне письмове підтвердження цього, а в разі відмови дати таке підтвердження, засвідчити це письмовим актом у присутності свідків.

### Вакцинальний скандал 2008 року в Україні
26 травня — 9 червня 2008 року під егідою ВООЗ, UNICEF і американського CDC була запланована кампанія з вакцинації української молоді віком 16—29 років від кору та краснухи.
Незважаючи на високий рівень охоплення вакцинацією проти кору в Україні (95 %), ВООЗ наполягала на проведенні позачергової вакцинальної кампанії, обґрунтовуючи це загрозою поширення кору з України на Європу, а також керуючись програмою елімінації кору до 2010 року. Як привід для вакцинації також згадували попередні спалахи кору і ймовірна (за прогнозами ВООЗ) епідемія кору у 2009 — 2011 рр. Проте, незважаючи на зірвану вакцинальну кампанію, ніякої передбачуваної епідемії у вказаний термін в Україні не спостерігали.
Для вакцинації використали комбіновану вакцину проти кору та краснухи виробництва Serum Institute of India, Ltd. 8 мільйонів доз вакцини були завезені як гуманітарна допомога від ЮНІСЕФ без проходження процедури реєстрації в Україні, і ця вакцина мала лише сертифікат ВООЗ, який не дає права використання на території України за українським законодавством. Відповідно до інструкції виробника, вакцина була призначена для вакцинації немовлят, дітей, підлітків та молодих людей з групи ризику. Проте, планувалося її використання для вакцинації мешканців України у віці 16—29 років, переважна більшість з яких раніше були вакцинована однією чи двома дозами вакцини проти кору і які не належали до груп ризику. Ця вакцина містила реактогенний штам вірусу кору «Едмонстон-Загреб», який в країнах Європи (за винятком колишньої Югославії) не використовували. Серед африканських дітей, які були щеплені вакцинами, що містять цей штам, спостерігали збільшення віддаленої смертності, внаслідок чого свого часу ВООЗ відмовилася від їхнього використання на користь штаму Шварц.
Вакцинальна кампанія у Донецькій області, а також у відомчих медичних закладах, почались раніше від запланованого початку кампанії, було зроблено більш ніж 100 000 щеплень. Після смерті 17-річного школяра Антона Т. з Краматорська і госпіталізації понад 100 вакцинованих підлітків, кампанію було призупинено за розпорядженням МОЗ та приписом прокуратури. За фактом смерті було порушено кримінальну справу. Стосовно головного державного санітарного лікаря Миколи Проданчука, який надав дозвіл на ввезення вакцини, було обрано запобіжний захід — тримання під вартою. Розслідування не було закінчено, справу до суду передано не було.
ВООЗ, ЮНІСЕФ та МОЗ України наполягали на продовженні вакцинації, але термін придатності вакцини закінчився восени 2009 року. Наразі вакцина утилізована.
Смерть підлітка викликала гучний резонанс в українському суспільстві, що спровокувало значне падіння довіри до імунопрофілактики у цілому. Додатковим фактором стало те, що фінансування кампанії здійснювалося за кошти приватного благодійного фонду United Nations Foundation. Засновником фонду є американський мільярдер Тед Тернер, якого підозрюють у сповіданні ідеї скорочення зайвого населення Землі (особливо — країн «третього світу») та можливих діях для досягнення цього. Враховуючи, що вакцинації мали підлягати усі мешканці Україні найбільш фертильного віку, і те, що склад вакцини та розчинника до неї не підлягав перевірці, з'явилися гіпотези про те, що вакцина може використовуватися для регулювання народжуваності, а саме — спричиняти постійне або тимчасове безпліддя. Голова парламентського комітету з охорони здоров'я Тетяна Бахтєєва назвала кампанію «медичним геноцидом» українців.

## Результати масових відмов від вакцинації
Відомі випадки масової відмови від вакцинації, які приводили до небезпечних епідемічних наслідків.

### Стокгольм, натуральна віспа (1873—74)

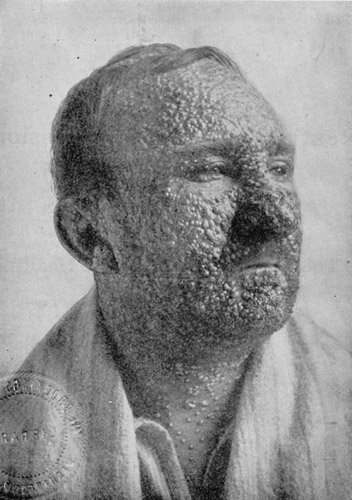
Хворий на натуральну віспу

Кампанія проти щеплень, вмотивована релігійними причинами, сумнівами в ефективності і захистом прав особистості, призвела до падіння охоплення вакцинацією до 40 %, в порівнянні з 90 % в інших регіонах Швеції. 1873 року почалася велика епідемія натуральної віспи. Це призвело до збільшення охоплення вакцинацією, і епідемія закінчилася.

### Велика Британія, коклюш (1970—80-ті)
1974 року з'явилися повідомлення про 36 реакцій на вакцину проти коклюшу, академік Гордон Стюарт (англ. Gordon  Stewart) стверджував, що вакцина мала сумнівну ефективність, і ставив питання, чи переважає її користь ризики. Інформація була широко висвітлена в пресі та телебаченні. Охоплення знизилося з 81 % до 31 %, і розпочалася епідемія коклюшу, яка призвела до смерті деяких дітей. Офіційна медицина продовжила стверджувати про ефективність і безпеку вакцини; довіру громадськості було відновлено після публікації перевірки ефективності вакцини. Охоплення вакцинацією потім піднялася до рівнів більше 90 %, і рівень захворюваності помітно спав.

### Швеція, коклюш (1979—96)
За період мораторію на вакцинацію проти кашлюку з 1979 по 1996, 60 % дітей країни були інфіковані у віці до 10 років; ретельне медичне спостереження дозволило утримати смертність від кашлюку на рівні близько одного випадку в рік.
Коклюш продовжує залишатися великою проблемою в країнах, що розвиваються, де не практикується масова вакцинація; за оцінками ВООЗ, він викликав 294000 смертей в 2002 році.

### СНД, дифтерія (1990—99)

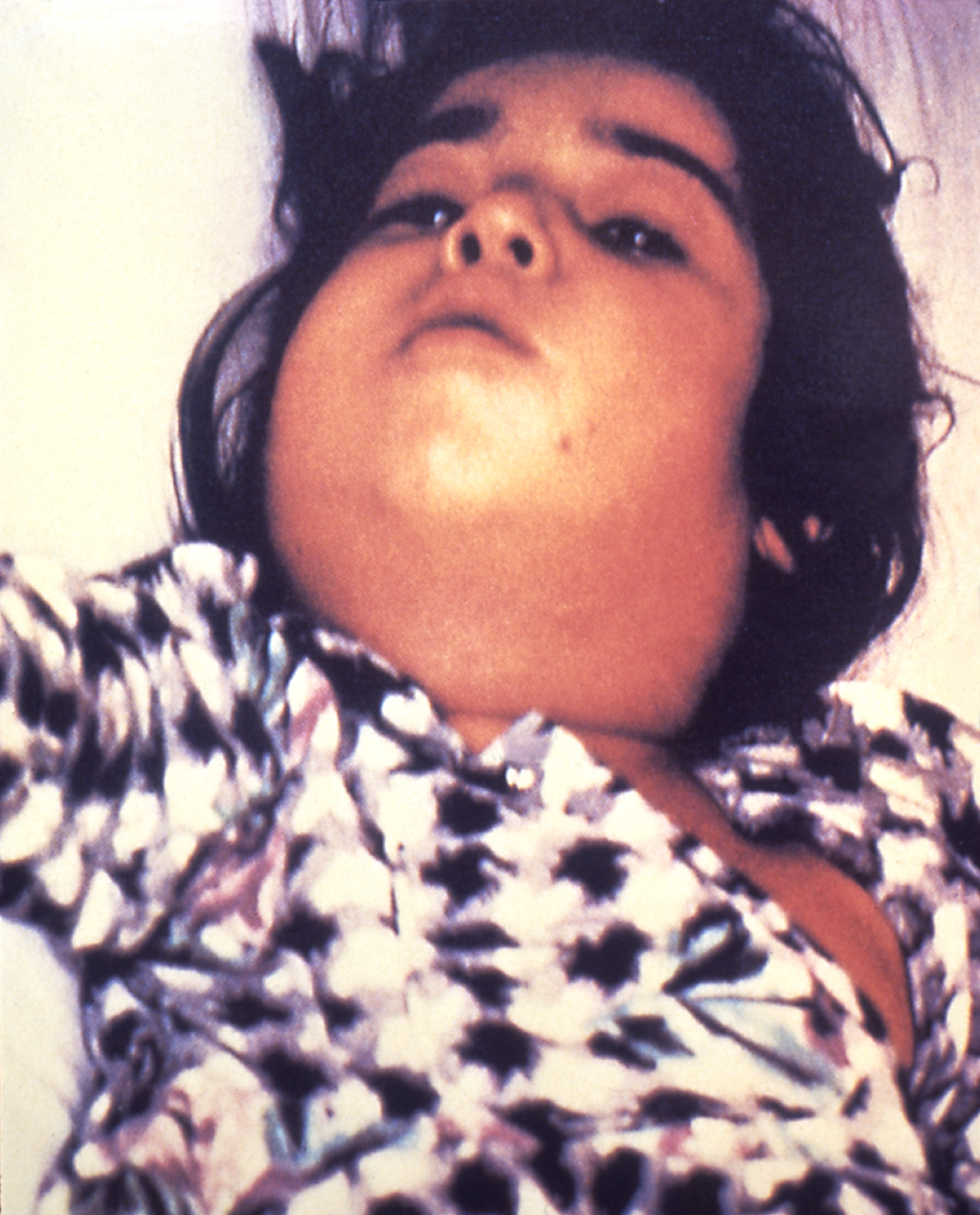
Хворий на дифтерію

У 1990—1999 роках у країнах колишнього СРСР виникла епідемія дифтерії. Однією з основних причин спалаху епідемії, поряд із загальним розвалом системи охорони здоров'я, вважається значна кількість нещеплених проти дифтерії. Пік захворюваності припав на 1994—1995 роки, з 86 до 91 року охоплення населення вакцинацією становив менше 70 %.
У цей час засоби масової інформації широко висвітлювали антивакцинаторські погляди вірусолога Галини Черновської, почавши активну компанію дискредитації вакцинації. Інший лікар А. В. Пічногков вказував, що вакцини можуть спричинити лейкемію та бути «стресовими» для дітей. Він, Червонська та інші лікарі розширили перелік захворювань, що є протипоказаннями до вакцинації, до близько 50 назв. Охоплення вакциною АКДП впало до 30 %.
Часто зустрічалися фальсифіковані записи про щеплення в медичних картах. Охоплення вакцинацією знизилося, в тому числі, внаслідок масових відмов від вакцинації дітей, пов'язаних з активною діяльністю руху проти вакцинації. Крім того, дорослі не отримували планових протидифтерійних ревакцинацій.
Захворіло більше ніж 150 тис. осіб, з них близько 5 тисяч загинуло.

### Нідерланди, кір (1999—2000)
Спалах у релігійній спільноті і школах у Нідерландах ілюструє вплив кору на невакциноване населення. Населення в декількох провінціях де сталися спалахи мало високий рівень імунізації, за винятком одного з релігійних напрямків, яке традиційно не сприймає вакцинацію. Серед 2961 випадки кору було 3 смерті і 68 госпіталізацій. Це показує, що кір може бути тяжким зхворюванням і приводити до смерті навіть в індустріальних країнах.

### Ірландія, кір (2000)
З кінця 1999 по літо 2000 тривав спалах кору в Північному Дубліні, Ірландія. У цей час середній по країні рівень імунізації впав нижче 80 %, а в Північному Дубліні становив близько 60 %. Сталося більш ніж 100 випадків госпіталізації з більш ніж 300 випадків. Три дитини загинули, а деякі були тяжко хворі, деяким для одужання знадобилася штучна вентиляція легенів.

### Румунія, кір (2016—2017)
Через антивакцинаторський рух та проблеми системи охорони здоров'я в Румунії за осінь 2016 — зиму 2017 від кору померло 17 дітей та інфіковано тисячі. За період лютий 2016 — березень 2017 інфіковано на 3 400 осіб більше, ніж за аналогічний період попереднього року, коли захворіло лише 7 і не було жодної смерті. За словами місцевого міністра охорони здоров'я, Флоріна Богуда, у країні першою вакциною щеплено лише 80 %, другою — лише 50 %. Згідно з рекомендацією ВООЗ, вакцинація проти кору має покривати 95 % популяції.

### Україна, кір (2017—)
За даними Міністерства охорони здоров'я через відмови від вакцинацій на початок вересня 2017 року зареєстровано 1627 випадків кору. Двоє дітей у Одеській області померли. Спалах триває і в 2018 році.

## Антивакцинаторство під час пандемії COVID-19 (з 2020)
За даними звіту Center for Countering Digital Hate, багато антивакцинаторів сприйняли пандемію коронавірусу як можливість поширити свої переконання серед великої кількості людей та створити довготривалу недовіру до ефективності, безпеки та необхідності вакцин. Онлайн-аудиторія антивакцинаторів зростає, навіть попри те що соціальні мережі (зокрема Facebook) порушують свободу громадян на вираження власної думки і видаляють дописи, якщо вони суперечать поглядам Facebook. Свої дії Facebook пояснює як те що вони «керуються настановами Всесвітньої організації охорони здоров'я». Так Facebook повідомив про 16 млн видалених матеріалів, які, на думку компанії, є неправдивими. Завдання антивакцинаторів донести до людей декілька послань:
1) Коронавірус не настільки небезпечний, наскільки вважає ВООЗ (офіційна кількість смертності від COVID-19 за 2020 рік становить 19904 що становить 3,23 % від загальної смертності) у зв'язку з цим фактом, у антивакцинаторів виникають сумніви з необхідністю проведення масового клінічного експерименту під зобов'язання для екстреного застосування а також безпечність пропонованих вакцин.
2) Згідно з наказом МОЗ України від 06.10.2021 № 2164 «Про проведення клінічного випробування та затвердження суттєвих поправок до протоколів клінічних випробувань лікарських засобів, призначених для здійснення заходів, спрямованих…» було дозволено «проведення клінічного випробування лікарського засобу, призначеного для здійснення заходів, спрямованих на запобігання виникненню та поширенню, локалізацію та ліквідацію коронавірусної хвороби (COVID-19)» тобто був розпочатий клінічний експеримент, який станом на листопад 2021 року знаходиться в 3 фазі клінічних випробувань.. При цьому, згідно з інформацією Державного експертного центру МОЗ України, для випробування у 3 фазі вакцинації допускається 1000-10000 добровольців. У цій фазі «підтверджується ефективність та безпечність застосування вакцини, визначається частота виникнення побічних реакцій, результати застосування вакцини в різних вікових групах, у осіб з супутньою патологією, тощо.»
3) Верховна Рада звільнила виробників вакцин та залучених до щеплення медиків від відповідальності за негативні наслідки вакцинації проти COVID-19.;
4) На думку антивакцинаторів, інформаційна кампанія з залякування населення коронавірусною інфекцією була необхідна для заробітку компаній, які виробляють вакцину. Так, Pfizer за перших 3 місяці 2021 року заробив 3,5 мільярда доларів, що, на думку антивакцинаторів, призведе до постійного визискування транснаціональними корпораціями громадян а факт єврейської національності генерального директора Pfizer Альберта Бурли та директора Науково-дослідного інститут епідеміології та мікробіології ім. М. Ф. Гамалії Олександра Гінцбурга, під чиїм керівництвом розроблялась вакцина проти COVID-19 Супутник-V також додає до антивакцинаторів прихильників єврейської змови;
5) Ставиться під сумнів ефективність наявних вакцин. Так, приводиться приклад Ізраїлю — держави, при вакцинації 60 % влітку 2021 року відбувся черговий спалах COVID-19 причому половина з госпіталізованих пацієнтів була щеплена. Станом на 12 листопада 2021 року, згідно з даними офіційної Європейської статистики OpenVAERS кількість офіційно зареєстрованих смертей від вакцинації проти COVID-19 становить 19205. Україна ж не має подібних офіційних ресурсів а реєстрація випадків смертей від вакцинації, на думку антивакцинаторів, проводиться недостатньо прозоро та, імовірно, з порушеннями;
На думку головного редактора блогу Science-Based Medicine Девіда Горські, в антивакцинаторському русі немає нічого нового, і дезінформація про вакцини від COVID-19 не нова — старі міфи антивакцинаторів були просто перероблені для нових вакцин.
В Україні антивакцинаторські настрої досягли 51 % (одні з найвищих серед країн, де проводили дослідження).
Після початку всеохоплювальної кампанії з вакцинації восени 2021 року Україна вийшла на треттє місце у світі після Росії та США за смертністю від COVID-19 за добу. У листопаді смертність досягала 600—800 осіб щоденно, однак за загальною смертністю від хвороби Україна була на шостому місті в світі, і доволі високим був показник одужавших за добу.
06 жовтня 2021 року урядом України було виділено 25 мільйонів гривень на пропаганду вакцинації. а 18 листопада Верховна Рада України прийняла закон, згідно з яким усім громадянам України, який була введена друга доза вакцини, була виділена 1000 грн.
СБУ неодноразово повідомляла про знешкодження ботоферм, які працювали на замовлення Росії і поширювати антивакцинаторські настрої в Україні. Аудиторія таких агітаторів досягала мільйони чоловік.

## Побічні ефекти й ускладнення
Побічні ефекти та ускладнення у різних вакцин різні. Найчастіше спостерігають слабо виражені реакції: помірне підвищення температури тіла, почервоніння і біль у місці ін'єкції. У дітей часто спостерігають тривалий плач, погіршення апетиту. Можливі алергійні реакції, зокрема (рідко) — набряк Квінке, анафілактичний шок. Деякі живі вакцини здатні спричинити реакції, що нагадують легкий перебіг тих захворювань, для профілактики яких їх вводять. Наприклад, вакцинація від кору, краснухи і епідемічного паротиту в 5 % випадків спричинює нерясний висип.

### Аутизм та інші захворювання
У 1998 році британський гастроентеролог Ендрю Вейкфілд відправив в журнал The Lancet статтю, в якій показував, що щеплення від кору, паротиту та краснухи (MMR) може викликати аутизм у щеплених нею дітей. Про результати свого дослідження Вейкфілд розповідав на телебаченні по всьому світу. Але при науковій перевірці жодна лабораторія не змогла підтвердити його повідомлення.
Після публікації Вейкфілда інші дослідники намагалися повторити його результати, але їхні висновки були протилежними, і в результаті критичних публікацій редакція Lancet самостійно відкликала його статтю.
Надалі з'ясувалося, що робота Вейкфілда була оплачена суспільством противників вакцинації «JABS», а його стаття є фальшивкою, написаної з основною метою створити ринок збуту для біологічного тесту, випущеного компанією, де він був співвласником. Вейкфілд також потай отримав гроші від адвокатів, яким потрібні були докази зв'язку щеплення з аутизмом. Розслідування провів журналіст Брайен Дір, результати були опубліковані в газеті Sunday Times і в BMJ (журнал оплатив роботу Діра), після чого було проведене урядове розслідування діяльності Вейкфілда. В результаті розслідування Вейкфілд був офіційно звинувачений в шахрайстві і позбавлений ліцензії лікаря.
Незважаючи на викриття обману, проти щеплень руху й досі використовують вихідну статтю Вейкфілда як аргумент проти щеплень. Через це вчені змушені регулярно проводити дослідження з перевірки зв'язку щеплень і аутизму. У дослідженнях, де зокрема вивчалися сотні тисяч дітей, показано відсутність зв'язку між щепленнями та аутизмом навіть у сім'ях, де у дітей є аутисти серед братів і сестер, зокрема й близнюки, які отримували вакцини одночасно. Один з дослідників сказав: «Ми не знаємо, що саме викликає аутизм, але це точно не MMR».
1. У 2002 році дослідники, розглянувши історії хвороби півмільйона дітей, не знайшли зв'язку аутизму з вакцинацією[59][61].
2. У 2006 році опубліковано дослідження, яке виявило, що навпаки, захворюваність на аутизм росла при зниженні охоплення популяції вакцинацією[57].
3. У 2015 році опубліковано дослідження більш ніж 95 тис. дітей, в якому окремо розглядалися діти з групи ризику і вже хворі аутизмом, висновок дослідників: «Ми не знаємо, що саме викликає аутизм, але це точно не MMR»[60][62].
4. У 2019 опубліковано дослідження за багаторічними спостереженнями за більш ніж 657 тис. данських дітей, що народилися з 1999 по 2010 рік, в якому виявлено відсутність зв'язку аутизму як з вакциною MMR зокрема, так і з вакцинацією в загальному. Такий зв'язок також не знайшла у дітей в сім'ях, де один з дітей хворів на аутизм, а інший — ні, що достовірно виключає вплив вакцинації на аутизм[63].

Одним з факторів стійкості міфу про зв'язок аутизму з щепленнями є збіг віку планової вакцинації і віку, в якому зазвичай виявляється аутизм. Те, що аутизм часто діагностується у дітей в той же період, коли вони отримують вакцини — просто збіг, і випадкові асоціації неминучі.
Також частина фахівців припускає, що у деяких дітей сильну імунну відповідь організму, що виникає після щеплення або при інфекції, виявляє прихований до цього моменту розлад. Таким чином, у деяких дітей з РАС щеплення виступає в ролі неспецифічного фактора, що виявляє латентне захворювання.

#### Тіомерсал
Ртуть використовують при виробництві багатьох вакцин, вона входить до складу тіомерсалу. Незважаючи на те, що висловлювалися припущення про зв'язок між тиомерсалом з вакцин та розвитком аутизму у дітей, в даний час встановлено, що жодного зв'язку між розвитком аутизму і наявністю тіомерсалу в щепленнях немає. Результати досліджень показали, що відмова від вакцин, що містять тіомерсал, не вплинула на частоту випадків аутизму. Відомий випадок махінацій з дослідженнями зв'язку аутизму і солей ртуті у вакцинах, у результаті яких дані були підроблені на користь присутності такого зв'язку.

### Перевантаження вакцинами
Перевантаження вакцинами — теза про те, що декілька вакцин застосовані одночасно можуть придушити або послабити незрілу імунну систему дитини та привести до несприятливих наслідків. Незважаючи на наукові докази того, що ця теза помилкова, деякі батьки дітей з аутизмом вважають, що перевантаження вакцинами викликає аутизм.

### Алюміній
Сполуки алюмінію використовують як імунологічний ад'ювант з метою підвищення ефективності багатьох вакцин. Алюміній, імовірно, завдає пошкоджень тканинам, та спричиняє сильнішу імунну відповідь. В деяких випадках ці речовини викликали почервоніння, свербіж, та субфебрилітет, , втім використання алюмінію в вакцинах не було пов'язано з серйозними побічними ефектами.

## Релігія
Противники вакцинації на релігійному ґрунті з'явилися з самого початку вакцинацій, навіть за умови коли, вакцинація не є обов'язковою. Деякі християни стверджували, коли вакцинації стали масовими, що, якщо Бог вирішив, що хтось повинен померти від натуральної віспи, є гріхом суперечити Божій волі через вакцинацію.

## Критика
Багато аргументів, які висувають антивакцинатори, фахівці спростовують з наукової точки зору. Антивакцинаторство є поширеною теорією змови і формою заперечення науки.
Згідно висновків експертів Всесвітньої організації охорони здоров'я, більшість доказів антивакцинаторів не підтверджуються науковими даними і характеризуються як «тривожна і небезпечна помилка». ВООЗ оголосила скептичне ставлення (недовіру) до вакцинації однією з десятьох головних загроз здоров'ю населення світу.
Позиція конвенційної медицини більшості розвинених країн стосовно вакцинації полягає в необхідності розвивати та вдосконалювати виробництво якісних вакцин та заохочувати їх застосування, оскільки, з точки зору сучасної наукової медицини, ризик ускладнень вакцинації, при дотриманні відповідних вимог нормативно-правової бази, значно менший за ризик захворювання та смерті або важких ускладнень від інфекції.
Критика антивакцинаторства спрямована як на роз'яснення фактичного стану речей у цій галузі (повідомлення у популярній формі основ імунопрофілактики, оголошення статистики захворюваності серед вакцинованих та невакцинованих, реальної кількості ускладнень), так і на критику аргументів проти проведення вакцинації. Зокрема, у літературі на цю тему зазвичай звертають увага на такі обставини:
- Статистика застосування та незастосування імунопрофілактики інфекційних захворювань протягом останніх двох десятиліть доводить ефективність вакцинації та співвідношення вигод та ризиків на користь вакцинації навіть за наявності ризиків ускладнень. У країнах та регіонах, де відбувалися масові відмови від вакцинації, виникали епідемії саме тих захворювань, вакцинація яких припинялася.[76][80]
- Частота поствакцинарних ускладнень для найбільш небезпечних із дозволених до застосування вакцин становить близько одного випадку на десятки тисяч вакцинацій, частота ускладнень з тяжкими наслідками ще нижче. Ризик важкого захворювання з можливими ускладненнями багаторазово перевищує ризик поствакцинарних ускладнень.[76]
- Активісти антивакцинаторського руху або взагалі не мають медичної освіти, або ніколи не працювали у сфері імунопрофілактики, їх судження у цій галузі непрофесійні. В антивакцинаторській літературі її автори часто обманюють читача помилковою атрибуцією себе та авторів цитованих матеріалів як визнаних вчених чи медиків з великим досвідом, хоча насправді вони не є ні тими, ні іншими. Наприклад, із визнанням, що спроба виділити потенційно супертоксичні віруси насправді призведе до виділення нешкідливих екзосом (які не відрізняються від вірусів і мають той самий розмір і структуру), подальші тести на патогенність показали б,  що токсичність та патогенний ефект повністю відсутні, і така гіпотеза поставила б основи вірусології у фатальну кризу[81].
- Представники різних напрямів «нетрадиційної медицини» використовують антивакцинаторську риторику для реклами своїх послуг.[76]
- Для частини вакцино-запобігаємих хвороб (наприклад, для кору), відмова від щеплення означає не тільки підвищення вразливості однієї нещепленої дитини, а й ослаблення популяційного імунітету у віковій когорті, що може створити загрозу (підвищення епідеміологічного фону) для дітей, які мають медичні протипоказання від вакцинації; також ризики заразитися стають вищими навіть у тих, хто вчасно зробив щеплення.[82]